# Skylar Park
Skylar Mi-Young Zanetel Park (* 6. Juni 1999 in Winnipeg) ist eine kanadische Taekwondoin. Sie kämpft in der Gewichtsklasse bis 57 Kilogramm.

## Erfolge
Skylar Parks Mutter ist Chilenin, ihr Vater stammt aus Südkorea, die Familie lebt in Winnipeg. Sie wurde in eine Familie mit großer Taekwondo-Tradition geboren, insgesamt 16 Verwandte besitzen den schwarzen Gürtel. Darunter sind auch ihr Großvater und ihr Vater, die die Tae Ryong Park Academy in Winnipeg gründeten, an der auch Skylar Park unter ihnen trainiert, genauso wie ihre beiden jüngeren Brüder Tae-Ku Park und Braven Park.
2016 wurde Park Junioren-Weltmeisterin und debütierte im selben Jahr auch bei den Erwachsenen. In der Gewichtsklasse bis 57 Kilogramm belegte sie 2016 bei den Panamerikameisterschaften in Santiago de Querétaro den dritten Platz. Zwei Jahre später wurde sie in Spokane erstmals Panamerikameisterin und verteidigte diesen Titel sowohl 2021 in Cancún als auch 2022 in Punta Cana. Zuvor hatte sie 2019 bei den Weltmeisterschaften in Manchester ebenso den Bronzerang belegt wie bei den Panamerikanischen Spielen in Lima. Bei den 2021 ausgetragenen Olympischen Spielen 2020 in Tokio gewann Park zum Auftakt in ihrer Konkurrenz ihr Duell gegen die Australierin Stacey Hymer, schied dann aber im Viertelfinale gegen die Taiwanerin Lo Chia-ling aus. Ein großer Erfolg gelang ihr bei den Panamerikanischen Spielen 2023 in Santiago de Chile, bei denen auch ihr beiden Brüder zum kanadischen Aufgebot gehörten. Park selbst gewann ihre Konkurrenz, nachdem sie im Finale die Brasilianerin Maria Clara Pacheco besiegt hatte. Die Panamerikameisterschaften 2024 in Rio de Janeiro schloss sie auf dem dritten Platz ab.
Über die olympische Weltrangliste gelang ihr die Qualifikation für die Olympischen Spiele 2024 in Paris, bei denen sie erneut in der Konkurrenz bis 57 Kilogramm antrat. Wie schon 2021 gewann sie ihr erstes Duell: gegen Dominika Hronová aus Tschechien gewann sie mit 2:0. Im Viertelfinale scheiterte Park anschließend erneut, mit 0:2 unterlag sie Kim Yu-jin, der späteren Olympiasiegerin aus Südkorea. In der Hoffnungsrunde setzte sie sich zunächst gegen Hatice Kübra İlgün aus der Türkei mit 2:0 durch und besiegte anschließend auch Laetitia Aoun aus dem Libanon mit 2:0. Damit sicherte sich Park den Gewinn der Bronzemedaille.